# Enantia spinifera
Enantia spinifera is een platworm (Platyhelminthes). De worm is tweeslachtig. De soort leeft in het zoute water.
Het geslacht Enantia, waarin de platworm wordt geplaatst, wordt tot de familie Enantiidae gerekend. De wetenschappelijke naam van de soort werd voor het eerst geldig gepubliceerd in 1889 door Graff.